# XRCC2
پروتئین XRCC2 ترمیم دی‌ان‌ای (انگلیسی: DNA repair protein XRCC2) یک پروتئین است که در انسان توسط ژن «XRCC2» کُدگذاری می‌شود.
پروتئین کُدگذاری شده توسط این ژن عضوی از خانواده پروتئینی RecA/Rad51 است. اعضای این خانواده، پروتئین‌های حفاظت‌شده تکاملی هستند که برای ترمیم دی‌ان‌ای با نوترکیبی هم‌ساخت ضروری هستند. این پروتئین یکی از پارالوگ‌های آنزیم مهم RAD51 است و ۲۵٪ از ساختار آمینو اسیدی آنها مشابه هم است.
دو علت اپی‌ژنتیکی شناخته شده برای کمبود XRCC2 وجود دارد که به نظر می‌رسد خطر سرطان را افزایش می‌دهد. اولی متیلاسیون پروموتر این ژن است (که موجب سرطان تخمدان می‌شود) و دومی سرکوب اپی‌ژنیک آن از طریق افزایش بیان پروتئین EZH2 که موجب سرطان پستان می‌شود. (۴۰٪ تا ۷۵٪ سرطان‌های پستان، بیش‌تولیدی این پروتئین را دارند). تولید پروتئین EZH2 در چندین نوع سرطان افزایش می‌یابد.